# Grand Mound (Washington)
Grand Mound es un lugar designado por el censo ubicado en el condado de Thurston en el estado estadounidense de Washington. En el año 2000 tenía una población de 1.948 habitantes y una densidad poblacional de 239,9 personas por km².

## Geografía
Grand Mound se encuentra ubicado en las coordenadas 46°48′14″N 123°0′36″O / 46.80389, -123.01000.

## Demografía
Según la Oficina del Censo en 2000 los ingresos medios por hogar en la localidad eran de $42.153, y los ingresos medios por familia eran $41.864. Los hombres tenían unos ingresos medios de $40.250 frente a los $24.511 para las mujeres. La renta per cápita para la localidad era de $16.008. Alrededor del 14,8% de la población estaban por debajo del umbral de pobreza.